# Liga A1 de Vóley 1998-99
La Liga Argentina de Voleibol 1998-99 fue la tercera edición de la máxima competencia nacional de voleibol. River Plate se consagró campeón del torneo al derrotar en la final a Club de Amigos en seis partidos y obtuvo así su primer título nacional. También esto marco la primera final entre dos equipos de la ciudad de Buenos Aires. Por decisiones de la televisadora TyC Sports, las finales se jugaron en el microestadio de la Universidad de Buenos Aires, en Ciudad Universitaria. A pesar de ello, River decidió que el primer encuentro se jugara en su estadio, lo cual condicionó la final y la tiñó de desprolija.
Esta temporada también trajo otras novedades, como la adaptación al sistema "rally point" y la posible inclusión del líbero, posición que cada equipo pudo elegir si usar o no. Otro de los agregados de la liga en esta edición fue la inclusión de jugadores del seleccionado repartido entre los clubes, que fueron ayudados económicamente por la televisación y la Federación.

## Equipos participantes
| Club                         | Localidad                                |
| ---------------------------- | ---------------------------------------- |
| River Plate                  | Ciudad de Buenos Aires                   |
| Ferro Carril Oeste           | Ciudad de Buenos Aires                   |
| Club de Amigos               | Ciudad de Buenos Aires                   |
| Olympikus Azul               | Azul, Buenos Aires                       |
| Luz y Fuerza Necochea        | Necochea, Buenos Aires                   |
| Náutico Hacoaj               | Tigre, Buenos Aires                      |
| Club Scholem Aleijem         | Ciudad de Buenos Aires                   |
| Vélez Sarsfield              | Ciudad de Buenos Aires                   |
| U.B.A.                       | Ciudad de Buenos Aires                   |
| Mendoza de Regatas           | Mendoza, Mendoza                         |
| Obras Sanitarias de San Juan | San Juan, San Juan                       |
| Club de Regatas San Nicolás  | San Nicolás de los Arroyos, Buenos Aires |
| Club de Regatas Santa Fe     | Santa Fe, Santa Fe                       |
| Rosario Central              | Rosario, Santa Fe                        |
| Club de Regatas Resistencia  | Resistencia, Chaco                       |
| Unión Casildense             | Casilda, Santa Fe                        |

## Modo de disputa
Fase regular
Los equipos se enfrentarán todos contra todos a dos rondas, una vez como local y una vez como visitante.
Play-offs
Los ocho equipos participantes se los emparejará de manera tal que los mejores equipos de la anterior fase se enfrenten a los peores.
| 1.º - 8.º 4.º - 5.º | 2.º - 7.º 3.º - 6.º |

Cada llave se juega al mejor de tres partidos, donde los equipos ubicados del 1.° al 4.° puesto tienen ventaja de localía, jugando los dos últimos partidos como local, mientras que el peor ubicado juega primero como local.
Los cuatro ganadores se emparejan según las llaves determinadas previamente. En esta fase también existe la ventaja de localía y se disputa al mejor de cinco partidos. Los mejores ubicados juegan los dos primeros partidos como local, luego los dos segundos partidos como visitante, y de ser necesario un quinto juego, nuevamente como local, así disputan tres partidos en su estadio. Los ganadores de las llaves acceden a la final, mientras que los perdedores dejan de participar.
La final se disputa al mejor de siete partidos entre los dos equipos que ganaron las semifinales y el ganador de la misma se proclama como campeón de la Liga A1 en esta temporada.

## Primera fase, fase regular
| Pos | Equipo                            | PJ | Pts |
| --- | --------------------------------- | -- | --- |
| 1.° | River Plate                       | 30 | 55  |
| 2.° | Náutico Hacoaj                    | 30 | 53  |
| 3.° | Ferro Carril Oeste (Buenos Aires) | 30 | 52  |
| 4.° | Vélez Sarsfield                   | 30 | 50  |
| 5.° | UBA                               | 30 | 49  |
| 6.° | Olympikus Azul                    | 30 | 49  |
| 7.° | Club de Amigos                    | 30 | 49  |
| 8.° | Mendoza de Regatas                | 30 | 48  |
| —   | Luz y Fuerza (Necochea)           | 30 | ?   |
| —   | Scholem Aleijem                   | 30 | ?   |
| —   | Obras (San Juan)                  | 30 | ?   |
| —   | Regatas Resistencia               | 30 | ?   |
| P   | Regatas San Nicolás               | 30 | ?   |
| P   | Regatas Santa Fe                  | 30 | ?   |
| D   | Unión Casildense                  | 30 | ?   |
| D   | Rosario Central                   | 30 | ?   |

|   |                                  |
|   | Clasificados a cuartos de final. |
| P | Jugó por la permanencia.         |
| D | Descendió.                       |

## Segunda fase, play-offs
|  | Cuartos de final | Cuartos de final   | Cuartos de final |                |     | Semifinales      | Semifinales | Semifinales |  |     | Final       | Final | Final |  |
|  |                  |                    |                  |                |     |                  |             |             |  |     |             |       |       |  |
|  |                  |                    |                  |                |     |                  |             |             |  |     |             |       |       |  |
|  | 1.°              | River Plate        | 2                |                |     |                  |             |             |  |     |             |       |       |  |
|  | 1.°              | River Plate        | 2                |                |     |                  |             |             |  |     |             |       |       |  |
|  | 8.°              | Mendoza de Regatas | 0                |                |     |                  |             |             |  |     |             |       |       |  |
|  | 8.°              | Mendoza de Regatas | 0                |                | 1.° | River Plate      | 3           |             |  |     |             |       |       |  |
|  |                  |                    |                  |                | 1.° | River Plate      | 3           |             |  |     |             |       |       |  |
|  |                  |                    | 5.°              | U.B.A.         | 0   |                  |             |             |  |     |             |       |       |  |
|  | 4.°              | Vélez Sarsfield    | 5.°              | U.B.A.         | 0   | 0                |             |             |  |     |             |       |       |  |
|  | 4.°              | Vélez Sarsfield    |                  |                |     |                  |             |             |  |     |             |       |       |  |
|  | 5.°              | U.B.A.             | 2                |                |     |                  |             |             |  |     |             |       |       |  |
|  | 5.°              | U.B.A.             | 2                |                |     |                  |             |             |  | 1.° | River Plate | 4     |       |  |
|  |                  |                    |                  |                |     |                  |             |             |  | 1.° | River Plate | 4     |       |  |
|  |                  |                    | 7.°              | Club de Amigos | 2   |                  |             |             |  |     |             |       |       |  |
|  | 2.°              | Náutico Hacoaj     | 7.°              | Club de Amigos | 2   | 1                |             |             |  |     |             |       |       |  |
|  | 2.°              | Náutico Hacoaj     |                  |                |     |                  |             |             |  |     |             |       |       |  |
|  | 7.°              | Club de Amigos     | 2                |                |     |                  |             |             |  |     |             |       |       |  |
|  | 7.°              | Club de Amigos     | 2                |                | 6.° | Olympikus (Azul) | 0           |             |  |     |             |       |       |  |
|  |                  |                    |                  |                | 6.° | Olympikus (Azul) | 0           |             |  |     |             |       |       |  |
|  |                  |                    | 7.°              | Club de Amigos | 3   |                  |             |             |  |     |             |       |       |  |
|  | 3.°              | Ferro (Bs As)      | 7.°              | Club de Amigos | 3   | 1                |             |             |  |     |             |       |       |  |
|  | 3.°              | Ferro (Bs As)      |                  |                |     |                  |             |             |  |     |             |       |       |  |
|  | 6.°              | Olympikus (Azul)   | 2                |                |     |                  |             |             |  |     |             |       |       |  |
|  | 6.°              | Olympikus (Azul)   | 2                |                |     |                  |             |             |  |     |             |       |       |  |
|  |                  |                    |                  |                |     |                  |             |             |  |     |             |       |       |  |

El equipo que figura en la primera línea es quien obtuvo la ventaja de localía.
El resultado que figura al lado de cada equipo es la sumatoria de partidos ganados.

### Cuartos de final
River Plate - Mendoza de Regatas
| Fecha       | Local              | Resul                                                         | Visitante          |
| ----------- | ------------------ | ------------------------------------------------------------- | ------------------ |
| 19 de marzo | Mendoza de Regatas | 2 - 3 Archivado el 8 de diciembre de 2015 en Wayback Machine. | River Plate        |
| 24 de marzo | River Plate        | 3 - 2                                                         | Mendoza de Regatas |

Vélez Sarsfield - U.B.A.
| Fecha       | Local           | Resul                                                         | Visitante       |
| ----------- | --------------- | ------------------------------------------------------------- | --------------- |
| 19 de marzo | U.B.A.          | 3 - 1 Archivado el 8 de diciembre de 2015 en Wayback Machine. | Vélez Sarsfield |
| 24 de marzo | Vélez Sarsfield | PP - PG                                                       | U.B.A.          |

Náutico Hacoaj - Club de Amigos
| Fecha       | Local          | Resul                                                         | Visitante      |
| ----------- | -------------- | ------------------------------------------------------------- | -------------- |
| 19 de marzo | Club de Amigos | 3 - 0 Archivado el 8 de diciembre de 2015 en Wayback Machine. | Náutico Hacoaj |
| 24 de marzo | Náutico Hacoaj | PG - PP                                                       | Club de Amigos |
| 26 de marzo | Náutico Hacoaj | 2 - 3                                                         | Club de Amigos |

Ferro Carril Oeste (Buenos Aires) - Olympikus (Azul)
| Fecha       | Local            | Resul                                                         | Visitante        |
| ----------- | ---------------- | ------------------------------------------------------------- | ---------------- |
| 19 de marzo | Olympikus (Azul) | 0 - 3 Archivado el 8 de diciembre de 2015 en Wayback Machine. | Ferro (Bs As)    |
| 24 de marzo | Ferro (Bs As)    | PG - PP                                                       | Olympikus (Azul) |
| 26 de marzo | Ferro (Bs As)    | 2 - 3                                                         | Olympikus (Azul) |

### Semifinales
River Plate - U.B.A.
| Fecha       | Local       | Resul | Visitante   |
| ----------- | ----------- | ----- | ----------- |
| 31 de marzo | River Plate | 3 - 0 | U.B.A.      |
| 2 de abril  | U.B.A.      | 2 - 3 | River Plate |
| 4 de abril  | U.B.A.      | 2 - 3 | River Plate |

Club de Amigos - Olympikus (Azul)
| Fecha       | Local            | Resul | Visitante        |
| ----------- | ---------------- | ----- | ---------------- |
| 31 de marzo | Olympikus (Azul) | 0 - 3 | Club de Amigos   |
| 2 de abril  | Club de Amigos   | 3 - 0 | Olympikus (Azul) |
| 4 de abril  | Club de Amigos   | 3 - 2 | Olympikus (Azul) |

### Final
River Plate - Club de Amigos
| Fecha       | Local          | Resul | Visitante      | Set 1 | Set 2 | Set 3 | Set 4 | Set 5 |
| ----------- | -------------- | ----- | -------------- | ----- | ----- | ----- | ----- | ----- |
| 9 de abril  | River Plate    | 2 - 3 | Club de Amigos | 19-25 | 25-21 | 24-26 | 25-21 | 13-15 |
| 11 de abril | Club de Amigos | 3 - 1 | River Plate    | 25-21 | 26-28 | 25-19 | 25-16 |       |
| 17 de abril | Club de Amigos | 1 - 3 | River Plate    | 25-21 | 21-25 | 19-25 | 17-25 |       |
| 19 de abril | River Plate    | 3 - 1 | Club de Amigos | 21-25 | 25-19 | 25-14 | 25-21 |       |
| 20 de abril | River Plate    | 3 - 0 | Club de Amigos | 25-20 | 25-22 | 25-23 |       |       |
| 23 de abril | Club de Amigos | 2 - 3 | River Plate    | 25-15 | 19-25 | 20-25 | 25-23 | 9-15  |

| boder                     |
| River Plate Primer título |